# ローレン・デービス
ローレン・デービス（Lauren Davis, 1993年10月9日 - ）は、アメリカ・オハイオ州ゲーツ・ミルズ出身の女子プロテニス選手。これまでにWTAツアーでシングルス1勝を挙げている。身長157cm、体重55kg。右利き、バックハンド・ストロークは両手打ち。WTAランキング最高位はシングルス26位、ダブルス137位。

## 来歴
9歳からテニスを始め、2011年にプロに転向する。
4大大会では2011年全豪オープンで主催者推薦選手として初出場した。現時点では3回戦進出が最高成績である。
2017年1月のオークランド大会の決勝でアナ・コニュを 6–3, 6–1 で破りWTAツアー初優勝を果たした。
2017年5月22日付ランキングで自己最高のシングルス26位を記録している。
2018年全豪オープンでは3回戦で第1シードのシモナ・ハレプと対戦し、3時間44分の激戦の末 6-4, 4-6, 13-15 で競り負けた。
2019年ウィンブルドン選手権ではラッキールーザーの出場から2回戦で前年優勝者の第5シードアンゲリク・ケルバーを 2–6, 6–2, 6–1 で破る殊勲を挙げた。3回戦でカルラ・スアレス・ナバロに 3–6, 3–6 で敗れた。

## WTAツアー決勝進出結果

### シングルス: 3回 (1勝2敗)
| 大会グレード                  |
| ----------------------------- |
| グランドスラム (0–0)          |
| WTAファイナルズ (0–0)         |
| プレミア・マンダトリー (0–0)  |
| プレミア5 (0-0)               |
| WTAエリート・トロフィー (0-0) |
| プレミア (0–0)                |
| インターナショナル (1–2)      |

| 結果   | No. | 決勝日        | 大会               | サーフェス        | 対戦相手                 | スコア   |
| ------ | --- | ------------- | ------------------ | ----------------- | ------------------------ | -------- |
| 準優勝 | 1.  | 2016年7月24日 | ワシントンD.C.     | ハード            | ヤニナ・ウィックマイヤー | 4–6, 2–6 |
| 準優勝 | 2.  | 2016年9月18日 | ケベック・シティー | カーペット (室内) | オセアヌ・ドダン         | 4–6, 3–6 |
| 優勝   | 1.  | 2017年1月7日  | オークランド       | ハード            | アナ・コニュ             | 6–3, 6–1 |

## 4大大会シングルス成績
略語の説明
| W | F | SF | QF | #R | RR | Q# | LQ | A | Z# | PO | G | S | B | NMS | P | NH |

W=優勝, F=準優勝, SF=ベスト4, QF=ベスト8, #R=#回戦敗退, RR=ラウンドロビン敗退, Q#=予選#回戦敗退, LQ=予選敗退, A=大会不参加, Z#=デビスカップ/BJKカップ地域ゾーン, PO=デビスカップ/BJKカッププレーオフ, G=オリンピック金メダル, S=オリンピック銀メダル, B=オリンピック銅メダル, NMS=マスターズシリーズから降格, P=開催延期, NH=開催なし.
| 大会           | 2011 | 2012 | 2013 | 2014 | 2015 | 2016 | 2017 | 2018 | 2019 | 2020 | 通算成績 |
| -------------- | ---- | ---- | ---- | ---- | ---- | ---- | ---- | ---- | ---- | ---- | -------- |
| 全豪オープン   | 1R   | A    | 1R   | 3R   | 2R   | 3R   | 1R   | 3R   | LQ   | 2R   | 8–8      |
| 全仏オープン   | A    | 2R   | 1R   | 1R   | 1R   | 1R   | 1R   | A    | 2R   |      | 2–7      |
| ウィンブルドン | A    | A    | 1R   | 3R   | 2R   | LQ   | 1R   | LQ   | 3R   |      | 5–4      |
| 全米オープン   | 1R   | LQ   | 1R   | 1R   | 2R   | 2R   | 1R   | LQ   | 2R   |      | 3–7      |